# Éthique protestante du travail

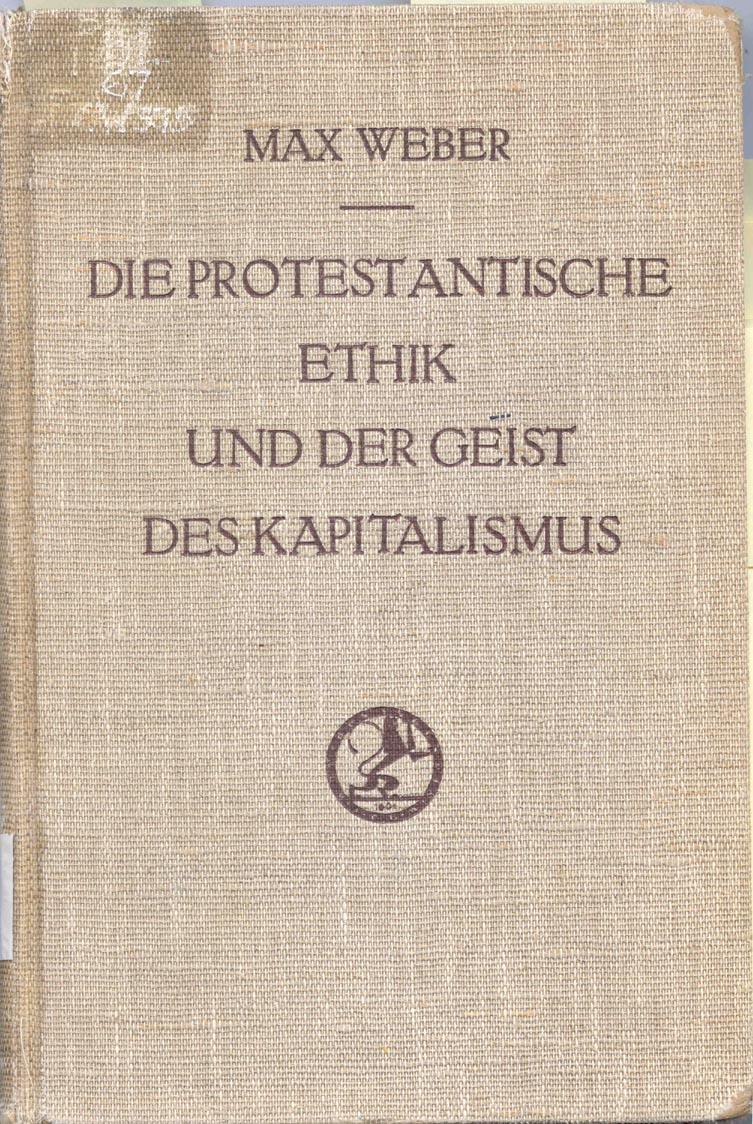
couverture originale du livre "L'éthique protestante et l'esprit du capitalisme"

L’éthique protestante du travail est une valeur protestante soulignant, pour chaque homme, la nécessité de suivre des valeurs de travail, d'épargne, et de discipline. Ce principe est particulièrement présent dans le calvinisme. Les protestants, en commençant par Martin Luther, ont repensé le travail comme un devoir, menant à un bénéfice commun pour l'individu et pour la société.

## Histoire
Le terme a été utilisé en premier par Max Weber, dans son ouvrage L'Éthique protestante et l'Esprit du capitalisme.
L'éthique protestante du travail est souvent créditée d'avoir marqué les sociétés où le protestantisme était fort, notamment les nations scandinaves, germaniques, britanniques et américaines. Dans ces sociétés, elle est généralement considérée comme l'un des piliers de la prospérité nationale. Pour Weber, l'éthique protestante du travail est donc à l'origine du capitalisme.
En opposition à Weber, des historiens tels que Fernand Braudel et Hugh Trevor-Roper théorisent que l'éthique protestante du travail n'est pas à l'origine du capitalisme qui se serait plutôt développé dans les communautés catholiques du XVe siècle.
Avec Jean Calvin, l'incitation au travail est renforcée par la notion de prédestination. Selon celle-ci, Dieu aurait choisi ceux qui seront damnés et ceux qui seront sauvés, sans que l'individu ne puisse rien y faire. Cette prédestination aurait constitué une grande source d'angoisse si elle n'était déchiffrable au cours de la vie terrestre par des signes tels que la réussite économique.